# Eunica occia
Eunica occia är en fjärilsart som beskrevs av Hans Fruhstorfer 1909. Eunica occia ingår i släktet Eunica och familjen praktfjärilar. Inga underarter finns listade i Catalogue of Life.